# La-Ronciere-Insel
Die La-Ronciere-Insel (russisch Остров Ла-Ронсьер, Ostrow La-Ronsjer) ist eine unbewohnte Insel des zu Russland gehörenden arktischen Franz-Josef-Lands.
Sie liegt im Osten des Archipels und ist vom südlich gelegenen Wilczek-Land durch die 10 km breite Vanderbilt-Straße getrennt. Die Arthur-Insel ist 478 km² groß und bis auf die Küstenregion um Kap Hitt im Nordosten sowie das Westkap Mys Rogaty von einer bis zu 431 m hohen Eiskappe bedeckt.
Die La-Ronciere-Insel wurde von der Österreich-Ungarischen Nordpolarexpedition (1872–1874) entdeckt und für eine Halbinsel von Wilczek-Land gehalten. Julius Payer benannte sie nach Camille de La Roncière-Le Noury (1816–1881), dem Präsidenten der französischen Société de Géographie. Ihren Inselcharakter erkannte erst Evelyn Briggs Baldwin, der während der Walter-Wellman-Expedition (1898–1899) mit dem Hundeschlitten durch die Vanderbilt-Straße fuhr. Wellmans Benennung der Insel nach William Collins Whitney, einem Finanzier seiner Expedition, hatte keinen Bestand.